# Povodně na Moravě a Odře (1997)
Mimořádné povodně na Moravě a Odře proběhly ve střední Evropě v červenci 1997. Tyto povodně, způsobené neobyčejně intenzivními a dlouhotrvajícími srážkami na moravsko-slezském pomezí, ničivě zasáhly především Česko a Polsko, značně také Slovensko a okrajově i Německo a Rakousko. V Česku byla zasažena většina Moravy, celé Slezsko a východní Čechy. Z celkových 114 obětí zahynulo 56 v Polsku a 50 v Česku. Celkové škody byly odhadnuty na více než 4 miliardy eur, v samotném Česku na 62,2 miliard korun. Na českém území se jednalo o po dlouhé době první takto rozsáhlou katastrofu, která odkryla řadu nedostatků v systému protipovodňové ochrany.

## Označení
V zahraničí se tyto povodně obvykle označují obecně jako „Středoevropské povodně 1997“ (anglicky 1997 Central European flood), neboť zasáhly prakticky všechny státy Střední Evropy. V Polsku se užívá pojmenování „Povodeň tisíciletí“ (Powódź tysiąclecia), v Německu pak „Oderská povodeň“ (Oderhochwasser 1997), protože z německého pohledu se týkaly jen řeky Odry. V českém prostředí se také běžně užívá zjednodušeného označení „moravské povodně“.

## Příčiny katastrofy
Příčinou vydatných srážek byla tlaková níže, která se nad Moravu, Slezsko a Polsko posouvala směrem od severní Itálie. Neobvyklá situace ve vývoji nastala tehdy, když pole vyššího tlaku vzduchu mezi Azorskými ostrovy a Skandinávií postup tlakové níže zablokovalo. Její střed po jistou dobu setrval nad jižním Polskem. Území Slezska a Moravy zůstávalo relativně blízko středu tlakového útvaru a zároveň bylo překážkou pro týlovou složku jeho proudění. Právě tato složka tlakové níže přinášela nejvíce oblačnosti a srážek. Zpomalením postupu frontálního systému se obvykle jeden až tři dny trvající srážková perioda prodloužila o celé dva dny. Tento faktor se ukázal pro samotnou výjimečnost povodně jako zcela rozhodující. Déšť mimořádně zesiloval s návětrným účinkem pohoří, což se projevilo zejména v Jeseníkách a Beskydech.

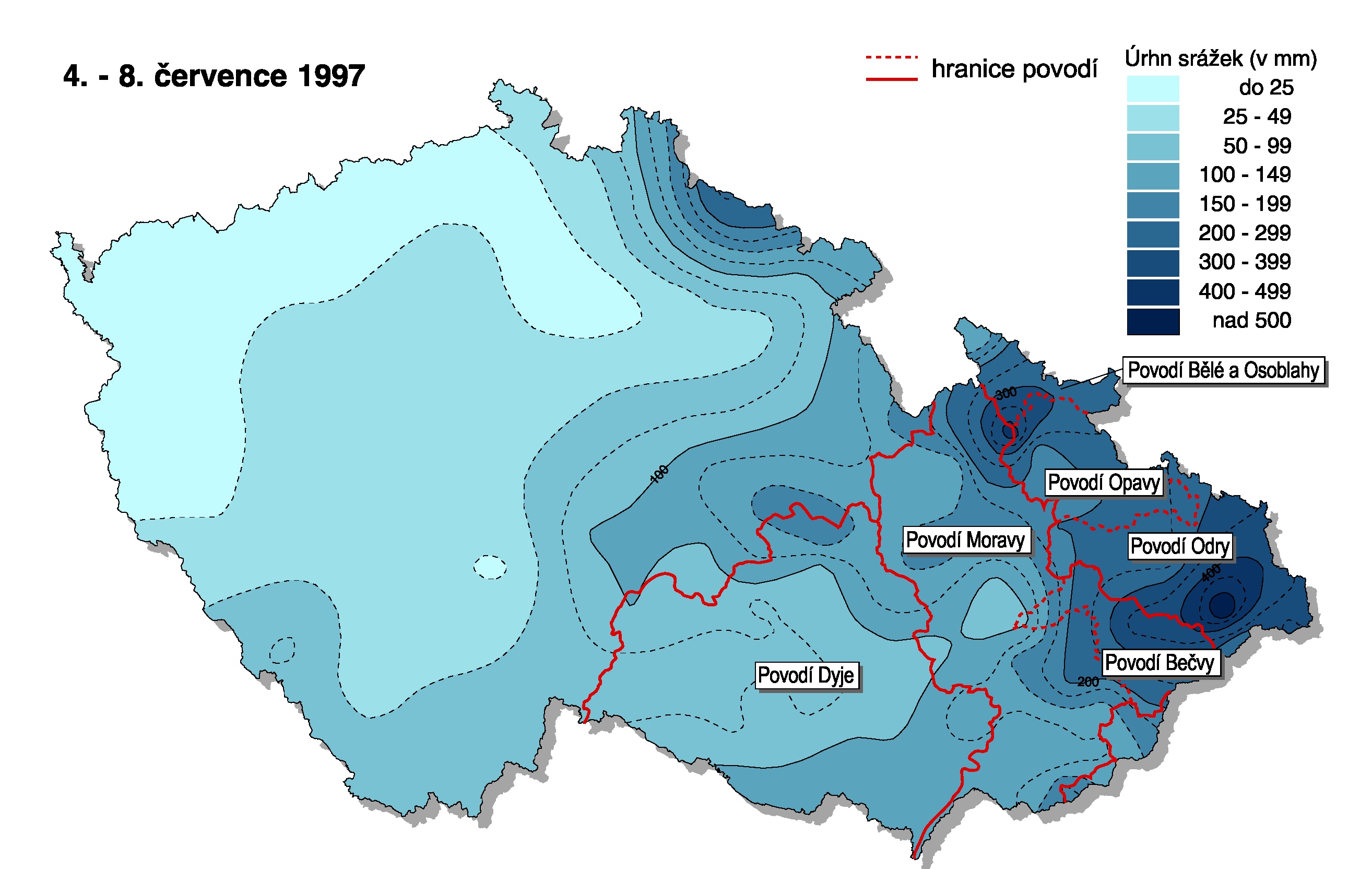
Srážkové úhrny v České republice v období od 4. do 8. červcence 1997

Během několika kritických dnů mezi 4. a 8. červencem spadlo v povodí Odry a Moravy místy až přes polovinu ročního úhrnu. Nejvyšší denní úhrny srážek byly naměřeny na Lysé hoře, kde za jediný den spadlo 234 mm vody. S menší intenzitou pokračovaly vydatné srážky i od 18. do 24. července. Na Pradědu napršelo za celý měsíc 661 milimetrů, což představovalo 450 % průměrných červencových srážek a 50 % průměrných celoročních srážek. U vodní nádrže Šance v Beskydech za tři dny (6.–8. 7.) napršelo 537 mm a za pět dnů (4.–8. 7.) úctyhodných 617 mm srážek, což představuje tří- až pětidenní rekord pro celé území ČR. V horských oblastech, kde došlo k takto vysokým srážkám, nebyla půda schopna absorbovat takto vysoké množství vody. Morava, Odra i jejich přítoky se proto velice rychle rozvodnily na úroveň stopadesátileté až pětisetleté vody a červencová povodeň zasáhla třetinu území Moravy a Slezska.

## Průběh povodní

### Česko
Za počátek povodně bývá pokládán 5. červenec 1997, kdy vydatné deště zvedly hladiny řek na severní Moravě a ve Slezsku. Již druhý den došlo k velmi rychlému zvýšení průtoků na řekách Moravě, Vsetínské a Rožnovské Bečvě, Krupé a Branné, načež byly v okresech Nový Jičín, Frýdek-Místek, Karviná a Ostrava-město a Vsetín vyhlášeny stupně povodňové aktivity. Třetí stupně byly vyhlášeny na Bruntálsku, Jesenicku a u Valašského Meziříčí. 7. července se ze svých břehů vylily řeky Morava, Opava, Bečva, Opavice, Bělá, Tichá Orlice, Třebovka, Smědá a Úpa. Rožnovská Bečva ve Valašském Meziříčí dosáhla na průtok 489 m3/s a Vsetínská Bečva kulminovala v Jarcové na 669 m3/s. Voda z Bečvy zaplavila město Přerov a okolní vesnice včetně Bochoře a Troubek. Řekou Dřevnicí protékalo 7. července ve Zlíně 282 m3/s. Záplavy si tohoto dne vyžádaly prvních pět obětí a na vodou podemleté železniční trati u Suchdolu nad Odrou způsobily vykolejení mezinárodního rychlíku Sobieski jezdícího z Vídně do Varšavy, přičemž bylo zraněno více než 60 lidí. V souvislosti se zhoršující se situací byl ustanoven krizový štáb a došlo k uzavření několika česko-polských a česko-slovenských hraničních přechodů.

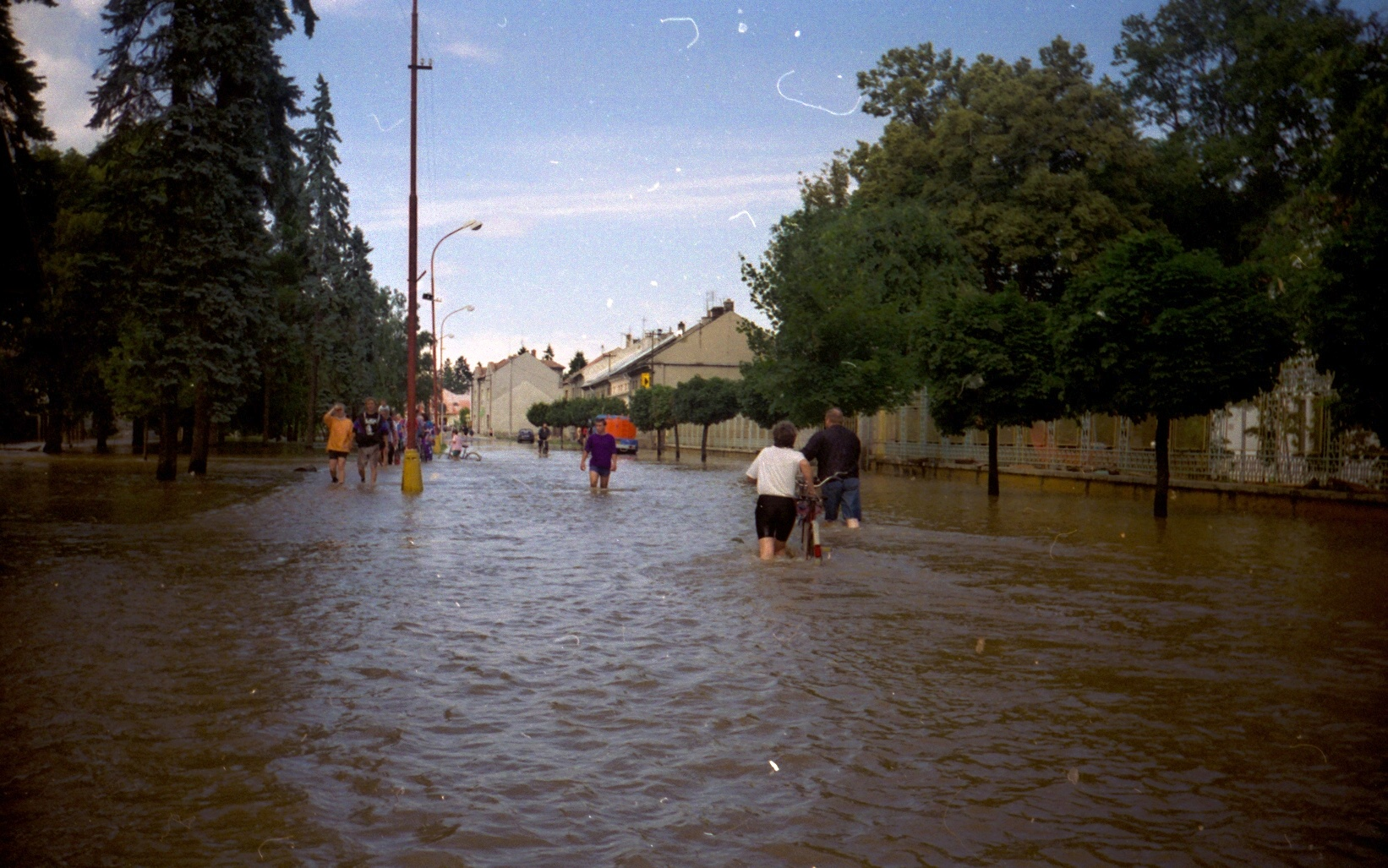
Velká voda v Litovli

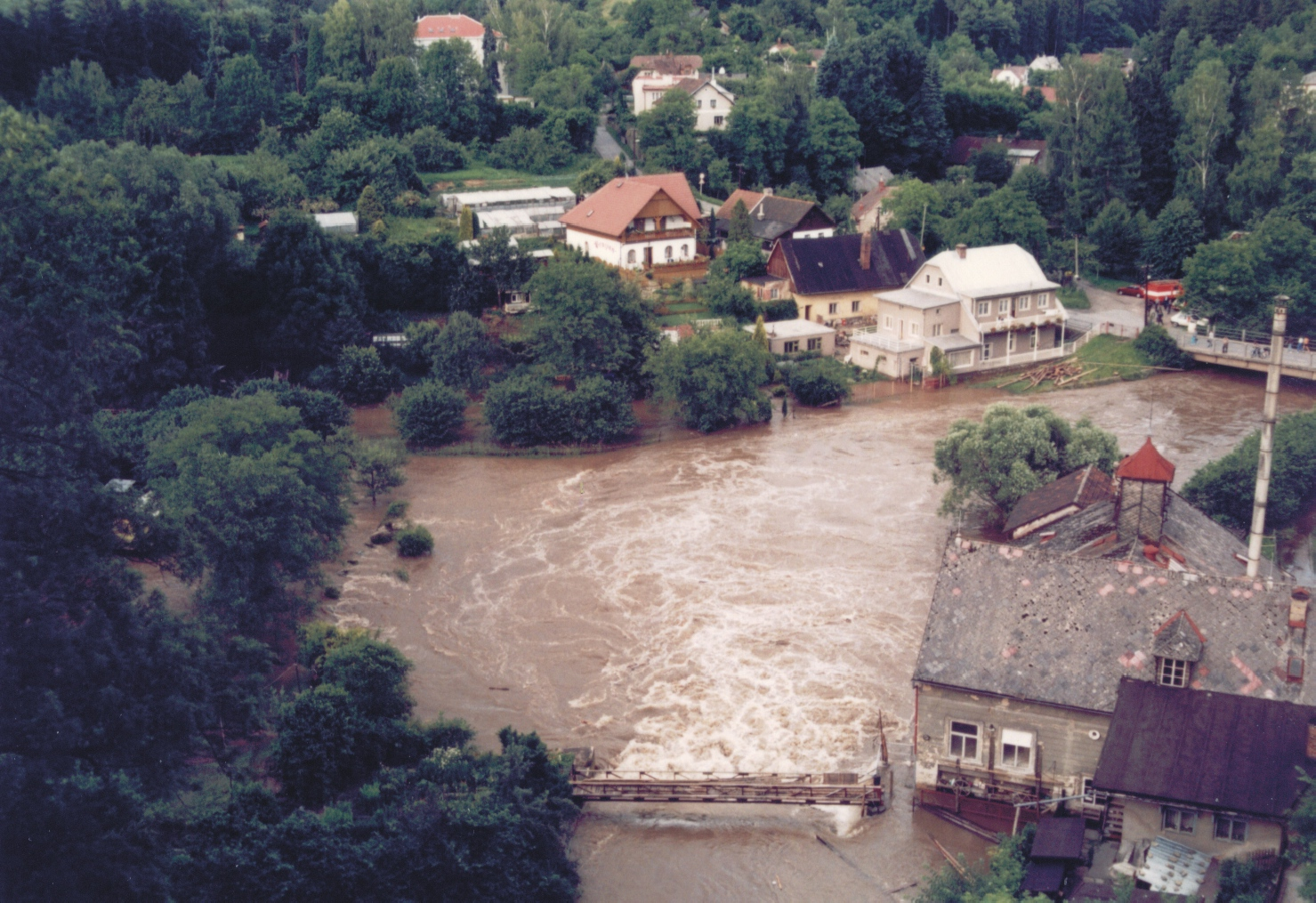
Povodeň zasáhla i Nové Město nad Metují ležící na řece Metuji ve východních Čechách.

8. července voda zcela zaplavila obec Troubky nacházející se při soutoku Moravy s Bečvou. Právě v místě soutoku Moravy s jejími přítoky Bečvou a Moštěnkou došlo k mohutnému rozlivu a velká voda zde zaplavila oblast o ploše 150 km2 rozkládající se přibližně mezi Citovem, Přerovem a Kroměříží. Téhož dne kulminovaly přítoky Moravy na horním toku. Moravská Sázava v obci Lupěné dosáhla na průtok 208 m3/s, Desná v Šumperku 191 m3/s a Třebůvka v Lošticích 120 m3/s. Svého maxima, tedy 838 m3/s, dosáhla v Dluhonicích také řeka Bečva. Odra v Bohumíně mezitím kulminovala na průtoku 2160 m3/s a záplavová vlna se na ní přesunula dál na polské území.
Dalšího dne zaplavila voda vylitá z koryta Moravy centrum Olomouce, přičemž řeka zde kulminovala na průtoku 860 m3/s, a povodňová vlna postoupila dál na střední Moravu a Kroměřížsko. V Čechách byl povodní, projevující se zejména na Divoké Orlici, postižen Hradec Králové, když voda protrhla hráze a zaplavila nižší polohy města včetně nábřežního centra až po Masarykovo náměstí. Zvednutá hladina řeky Ostravice v Ostravě ohrozila průmyslové areály Vítkovice a Nová huť. Na mnoha místech došlo k přerušení telefonního spojení, přívodů pitné vody a energií. Poslanecká sněmovna schválila vyčlenění finanční pomoci zasaženým oblastem ve výši 900 milionů korun.

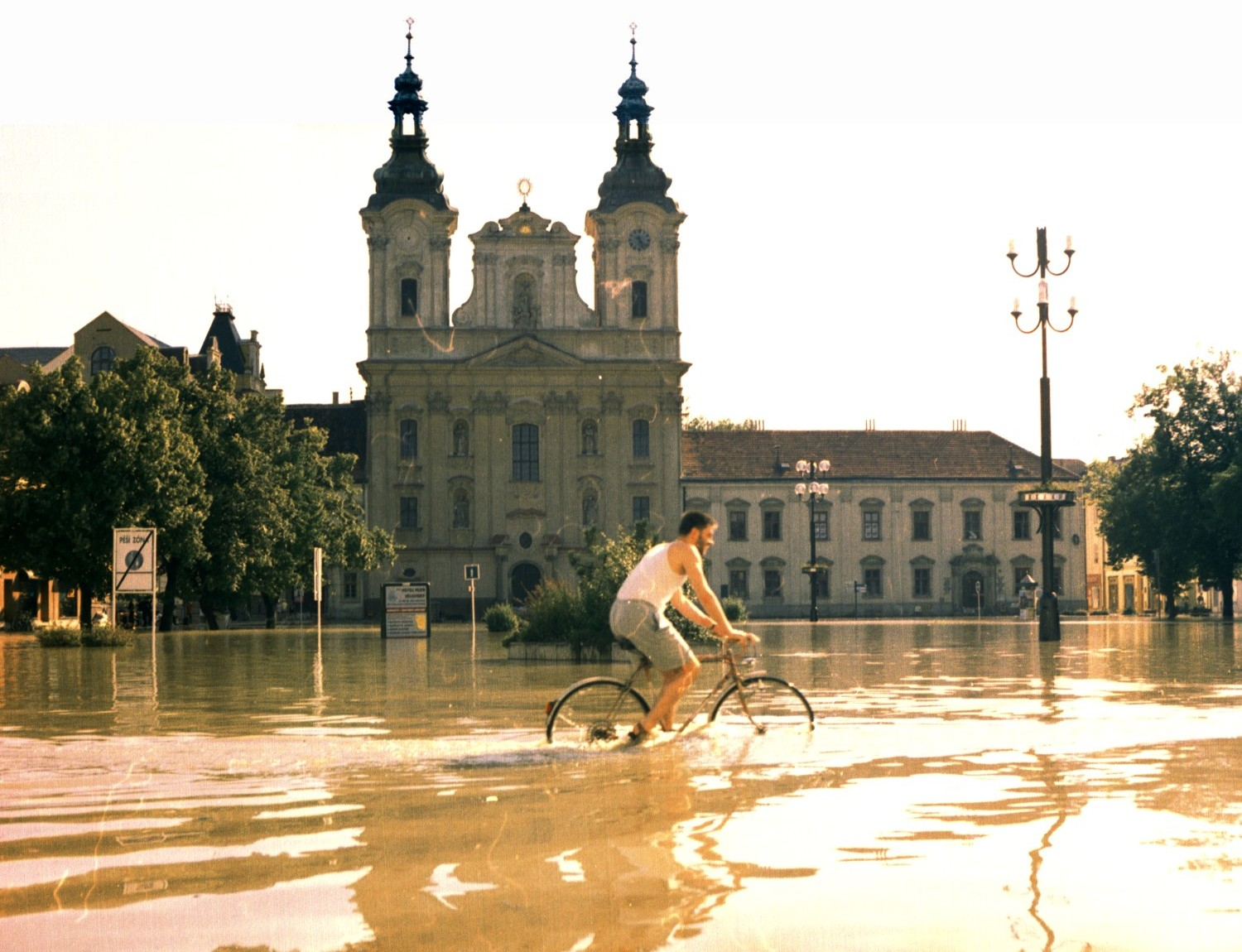
V Uherském Hradišti řeka Morava zaplavila historické centrum města.

Kroměříž byla vodou z Moravy zaplavena 10. července a hladina řeky zde téhož dne kulminovala na 1034 m3/s. Dalšího dne pak rozvodněná Morava zaplavila Uherské Hradiště a Otrokovice. Na severu Moravy a ve východních Čechách, kde mezitím velká voda opadla, se evakuovaní lidé začali vracet do svých domovů. Byly nahlášeny případy rabování. 13. července se Morava vylila ve Veselí nad Moravou a v Moravském Písku a dalšího dne ohrožovala Hodonín. 20. července způsobily nové intenzivní dešťové srážky druhou povodňovou vlnu, kvůli níž byl třetí povodňový stupeň opět vyhlášen v okresech Přerov, Zlín, Kroměříž a Uherské Hradiště.
Již následujícího dne však opadání velké vody dovolilo odvolat třetí stupeň povodňové aktivity v okresech Šumperk a Přerov. 23. července následovalo odvolání stavu povodňového nebezpečí v okresech Olomouc a Kroměříž, 24. v okresech Zlín a Uherské Hradiště a 28. v okresech Hodonín a Brno-venkov. Třetí povodňový stav byl na území České republiky odvolán 29. července, kdy velká voda přestala ohrožovat Břeclav.

### Záplavy v dalších zemích

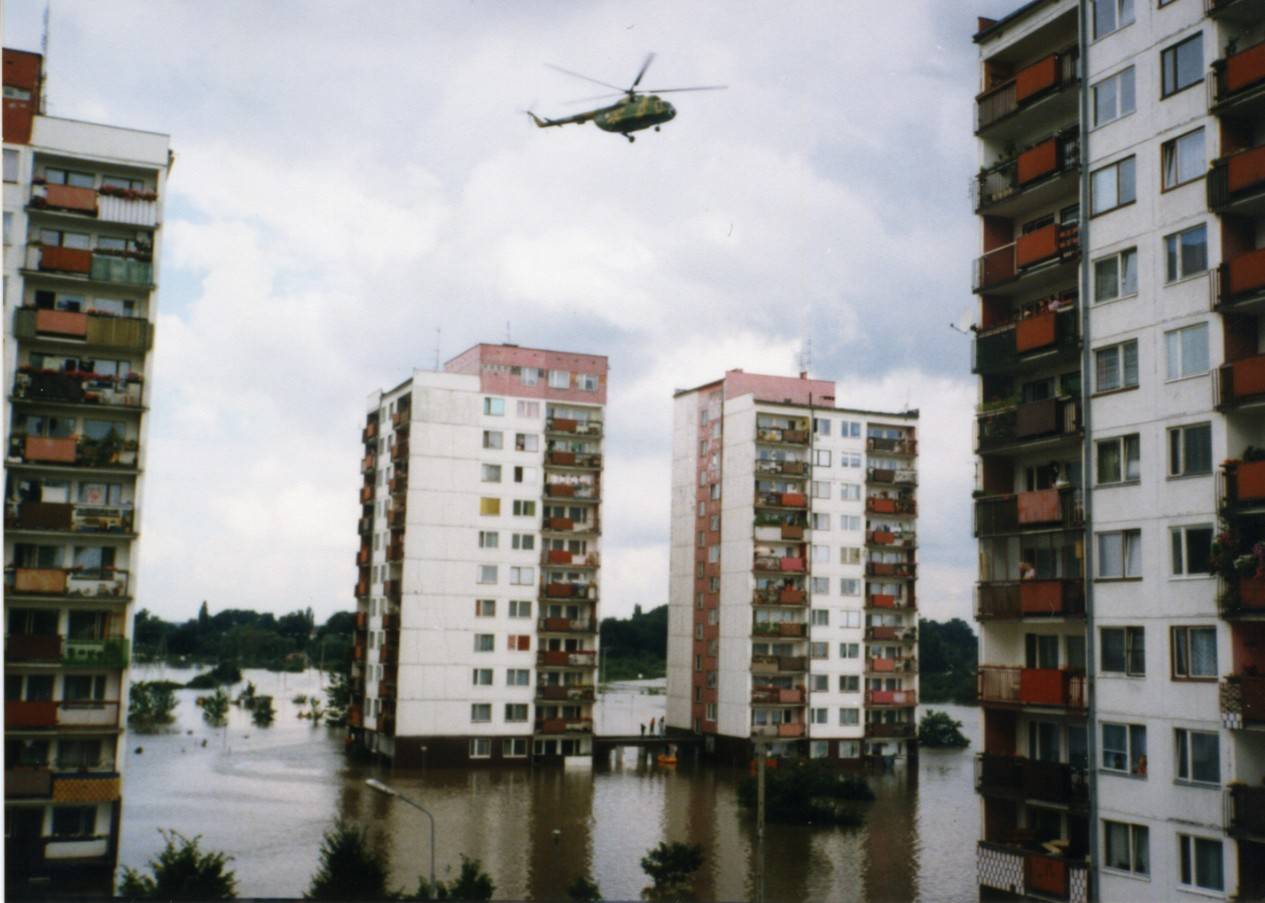
Zaplavené vratislavské předměstí Kozanów

Letní záplavy v roce 1997 se neomezily pouze na území České republiky. Záplavová vlna, která se po řece Odře šířila dál na sever zasáhla velmi prudce i slezskou část Polska. V Polsku, kde se kromě rozvodněné Odry z koryt vylily i řeky Bobr a Lužická či Kladská Nisa, je tato katastrofa označována jako Powódź tysiąclecia čili Povodeň tisíciletí. Postižena povodní byla mimo jiné polská města Prudník, Hlucholazy, Kladsko, Ratiboř, Krapkowice, Opolí, Vratislav nebo Hlohov. V Ratiboři dosáhla Odra průtoku 3120 m3/s a ve Vratislavi řeka kulminovala na průtoku 3640 m3/s. Rozvodněná řeka Odra tvořící na svém dolním toku polsko-německou hranici způsobila obrovské majetkové škody i v Německu. Zaplaveno bylo kupříkladu město Frankfurt nad Odrou.
Rozvodněná řeka Morava ničivě zasáhla i Slovensko a Rakousko. Na Slovensku zvedly červencové deště hladiny horských řek především v západních a severních oblastech země. Zpočátku byly nejhůře zasaženými oblastmi Orava a Kysuce, avšak zanedlouho se jako největší hrozba ukázala velká voda na hraničním úseku řeky Moravy a zvedající se voda ve Váhu.

## Důsledky

### Oběti a škody na majetku

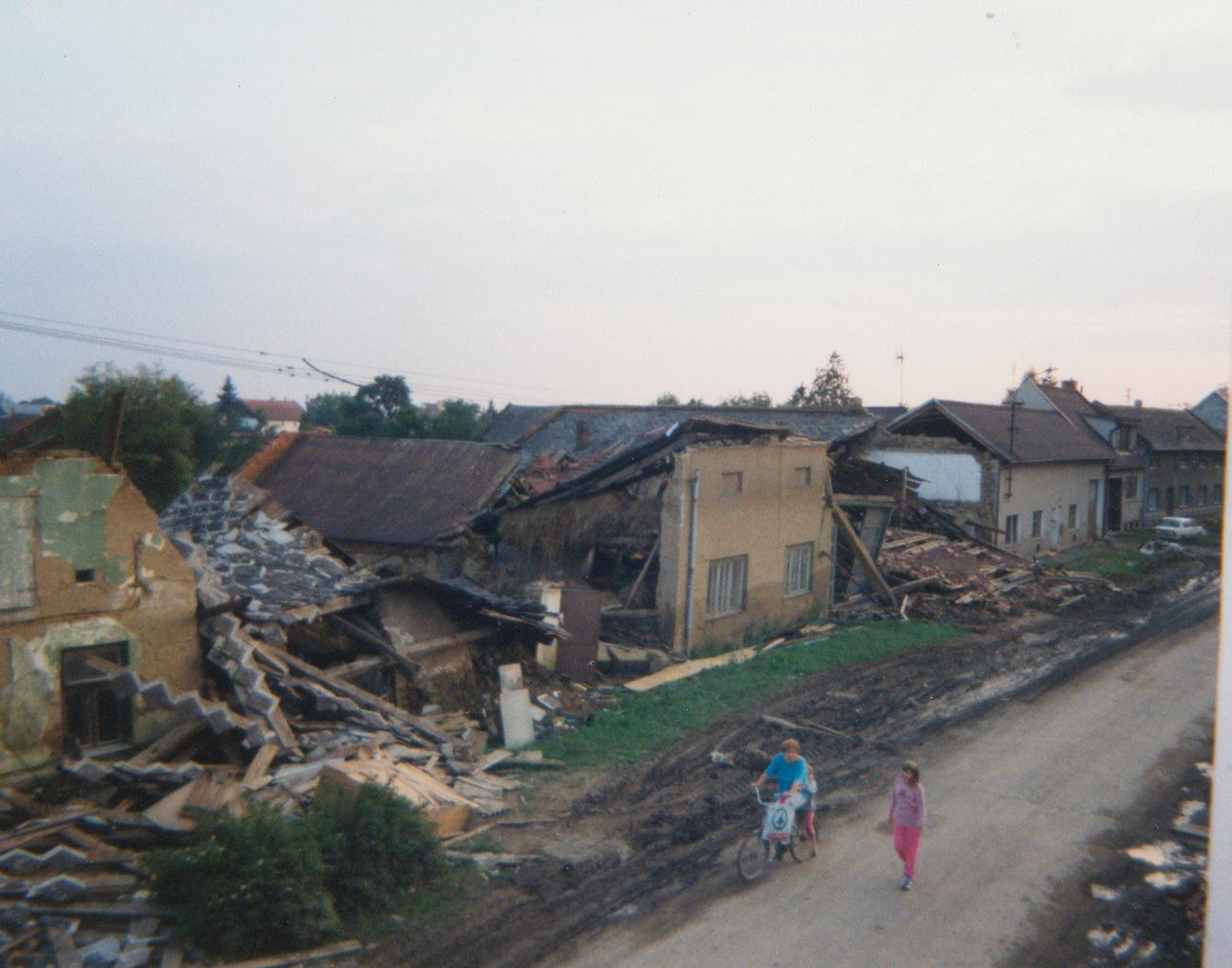
V Česku se symbolem povodní stala dvoutisícová obec Troubky, kde při povodních zemřelo 9 lidí, spadlo 150 domů a mnoho dalších bylo vážně poškozeno.

V důsledku červencových povodní došlo k obětem na životech a obrovským škodám. Zahynulo 50 osob, bylo zničeno 2151 domů, dalších 5652 se stalo dlouhodobě neobyvatelnými a strženo bylo 26 mostů. Navíc byl na několik dnů zcela zastaven provoz na klíčových železničních tratích, neboť byly zcela vyřazeny nejdůležitější železniční uzly Moravy, Přerov a Olomouc. Těžce poškozeny byly rozsáhlé části měst Krnov, Ostrava, Opava, Otrokovice, Přerov, Olomouc a další. Celkové škody byly odhadnuty na 63 miliard korun. Pojišťovny v souvislosti se záplavami řešily přibližně 117 000 případů a poškozeným vyplatily 9 miliard korun. Za nejhůře postižené sídlo se považuje obec Troubky, kde během záplav zemřelo 9 lidí a zcela zničeno bylo 150 domů. Zkáze neušly ani sousední obce Bochoř, Citov nebo Vlkoš.

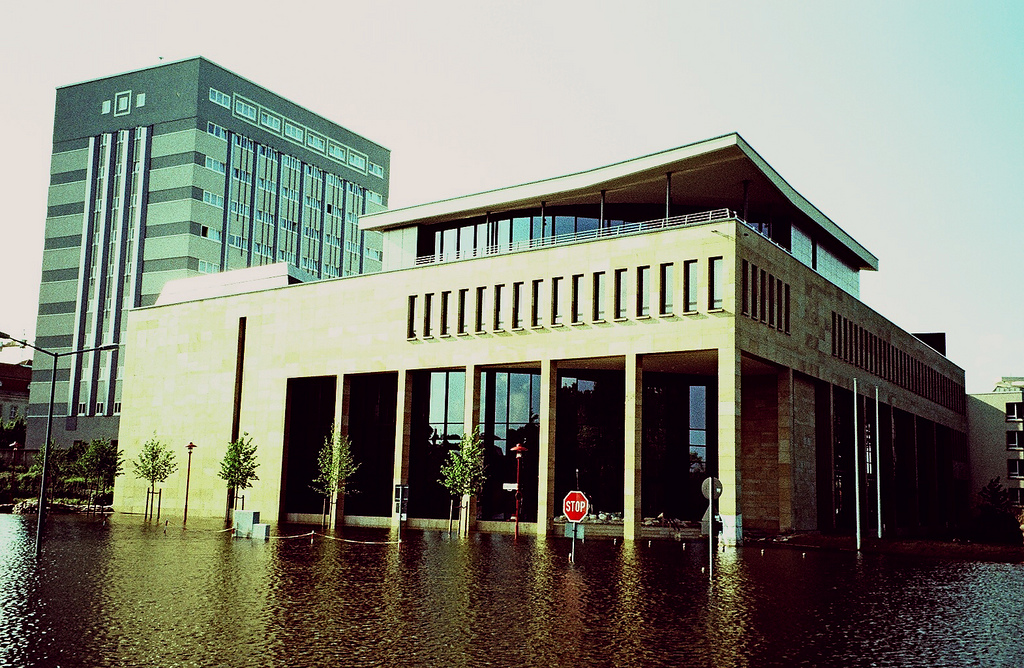
Zaplavená budova spořitelny ve Frankfurtu nad Odrou

Povodňová vlna, která se prohnala Polskem, si vyžádala 56 lidských životů a napáchala škody za 3,5 miliardy euro. Vážně postiženým městem byla Vratislav, kde povodňová vlna dosahovala 10 metrů. Řeka měla zatopit okolo 47 000 budov a 4650 km2 zemědělské půdy a vážně poškodit nebo zničit okolo 2000 km silnic a železničních tratí. Na Slovensku bylo velkou vodou v červenci 1997 postiženo 366 obcí, z ohrožených oblastí muselo být evakuováno přibližně 20 000 obyvatel a celkové škody byly vyčísleny na 2,5 mld. slovenských korun.

### Rozvoj protipovodňové ochrany
Povodeň prokázala mnohá selhání různých státních i soukromých orgánů, organizací a institucí. Chyběly protipovodňové plány, v mnoha podnicích byly porušovány bezpečnostní předpisy, technika byla ve špatném stavu, koryta mnoha řek byla neudržovaná. V prvních dnech zcela selhal výstražný systém, což se nejstrašlivěji projevilo v Troubkách. Jediná státní instituce, která z povodní vyšla s relativně čistým štítem (kromě dobrovolníků) byla armáda, velké uznání a medaili Za zásluhy I. třídy získal za řízení záchranných operací generál Petr Voznica.
Povodeň však měla i několik kladných efektů: přispěla ke vzniku republikového integrovaného záchranného systému, ke stanovení nových protipovodňových řádů a k odstranění řady velkých nedostatků na celém území České republiky, což vedlo k podstatnému zmírnění následků povodní v Čechách o pět let později.